# Les épistres de l'Amant vert
Les épistres de l'Amant vert ("De brieven van de Groene Minnaar") zijn twee humoristische rijmbrieven van Jean Lemaire de Belges uit 1505, geschreven vanuit het standpunt van de papegaai van Margaretha van Oostenrijk.

## Achtergrond

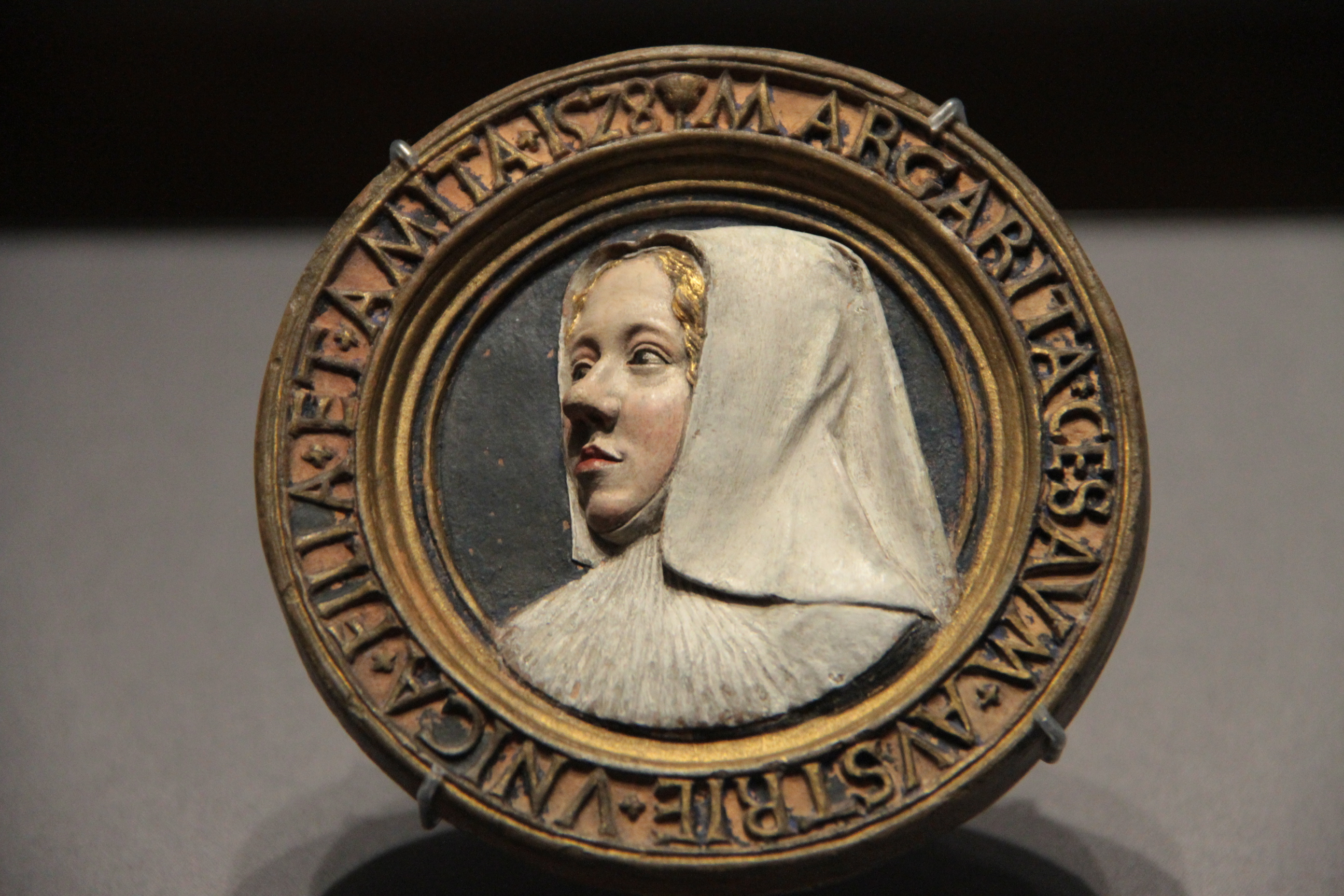
Margaretha van Oostenrijk als weduwe (Conrat Meit, omstreeks 1550)

Lemaire was in 1505 hofdichter van prinses Margaretha van Oostenrijk, die toen nog in diepe rouw was om de dood van haar echtgenoot Filibert van Savoye. Terwijl ze in Duitsland met haar vader, rooms-koning Maximiliaan, financiële kwesties rond haar weduwengoed besprak, werd in mei haar lievelingspapegaai in het kasteel van Pont-d'Ain doodgebeten door een hond. De auteur greep deze gebeurtenis aan om een luchtig en troostend gedicht te schrijven, waarin hij de papegaai opvoerde als de Groene Minnaar van Margaretha. In de herfst van 1505 maakte hij een vervolg.

## Inhoud
In het eerste Epistre de l'amant verd, een amoureuze afscheidsbrief, legt de papegaai uit dat zijn dood een zelfmoord is omdat hij treurt over de afwezigheid van zijn meesteres. Hij houdt het niet meer uit dat hij haar niet kan beminnen, terwijl hij wel vanuit zijn kooi in haar slaapkamer moet toekijken hoe ze zich uitkleedt en de liefde bedrijft. Daarom kondigt hij aan zich in de muil van een hond te zullen storten. In de tweede brief heeft hij zijn voornemen ten uitvoer gebracht. Mercurius leidt hem door de dierenhel en vervolgens maakt hij een tocht in het dierenparadijs onder begeleiding van de Rode Geest (Esprit vermeil), de papegaai van Maria van Bourgondië. Hij kon Margaretha geruststellen dat haar overleden troeteldieren het daar goed hadden.

## Stijl en invloeden
Het werk, bestaande uit tienlettergrepige verzen in gepaard rijm, zit vol intertekstualiteit en parodieert antieke en middeleeuwse modellen, in de eerste plaats de Heldinnenbrieven van Ovidius. Ook diens Amores boden inspiratie, meer bepaald de klaagzang voor de gestorven papegaai van zijn vriendin Corinna (II.6). Andere herkenbare invloeden waren Statius, Lucretius, Dante en Boccaccio, alsook ridderromans. Zoals ander werk van Lemaire bevindt het gedicht zich tussen de traditie van de Grands rhétoriqueurs en het humanisme van de renaissance.

## Fragment
De verteller-papegaai kan worden gezien als het alter ego van Lemaire. Dit roept meteen de vraag op hoe zijn patrones de tamelijk persoonlijke erotiek van het gedicht heeft opgevat, speciaal de beroemde scène waarin de papegaai in zijn kooi gekweld wordt door haar te observeren in diverse stadia van naaktheid:
| Et bien souvent de ta bouche gentille        | En dikwijls van je zoete mond                        |
| M'estoit donné repas noble et fertile.       | Ontving ik rijk en edel voedsel.                     |
| Que diray je d'aultres grandz privautéz,     | Wat zal ik zeggen van andere grote vrijpostigheden,  |
| Par quoy j'ay veu tes parfaictes beautéz,    | Waardoor ik je volmaakte schoonheden heb gezien,     |
| Et ton gent corpz, plus poly que fine ambre, | En je mooie lichaam, gladder dan fijn amber,         |
| Trop plus que nul autre varlet de chambre,   | Meer dan enig ander kamerdienaar,                    |
| Nud, demy nud, sans atour et sans guimple,   | Naakt, halfnaakt, zonder opschik en zonder kap,      |
| Demy vestu, en belle cotte simple,           | Halfgekleed in een kort eenvoudig hemd,              |
| Tresser ton chief, tant cler et tant doré,   | Terwijl men je haar vlocht, zo blond en zo glanzend, |
| Par tout le monde aymé et honnouré?          | Door allen geliefd en geëerd?                        |

Bij het zinspelen op de kamerdienaars moet niet worden vergeten dat Lemaire zelf deze functie vervulde voor Margaretha. Toch lijkt dit alles aanvaardbaar te zijn geweest, afgaand op de vele drukken die zijn verschenen.

## Uitgaven
Na de totstandkoming van het tweedelige werk in 1505 circuleerde het eerst aan het hof, alvorens het in de lente van 1511 in druk werd gebracht te Lyon. Deze editio princeps werd gevolgd door meer dan twintig vroeg-16e-eeuwse drukken.
Een kritische editie is tot stand gebracht door Frappier, ook verschenen met Duitse vertaling:
- Jean Lemaire de Belges, Les épîtres de l'amant vert, ed. Jean Frappier, Lille, Giard – Genève, Droz, 1948
- Die Briefe des grünen Liebhabers, vert. Herrad Spilling, München, Fink, 1970

## Voetnoten
1. ↑  Franse tekst uit de editie-Frappier, p. 8; Nederlandse vertaling gemaakt op basis van Onverzinbaar. Er is iets treurigs aan al die levens, De Morgen, 18 mei 2005. Gearchiveerd op 10 september 2023.
2. ↑  Herman Pleij, De sneeuwpoppen van 1511. Literatuur en stadscultuur tussen middeleeuwen en moderne tijd, 1988, p. 100-102. Gearchiveerd op 25 januari 2023.